# Gmina Modliborzyce
Die Gmina Modliborzyce ist eine Stadt-und-Land-Gemeinde im Powiat Janowski der Woiwodschaft Lublin in Polen. Ihr Sitz ist die gleichnamige Stadt mit etwa 1450 Einwohnern.

## Geschichte
Zum 1. Januar 2014 wurde das Dorf Modliborzyce zur Stadt erhoben.

## Gliederung
Zur Stadt-und-Land-Gemeinde gehören neben der Stadt Modliborzyce folgende 24 Ortschaften mit einem Schulzenamt:
Antolin
Bilsko
Brzeziny
Ciechocin
Dąbie
Felinów
Gwizdów-Kalenne
Kolonia Zamek
Lute
Majdan-Świnki
Michałówka
Pasieka
Słupie
Stojeszyn Drugi
Stojeszyn Pierwszy
Węgliska
Wierzchowiska Drugie
Wierzchowiska Pierwsze
Wolica Pierwsza
Wolica Druga
Wolica-Kolonia
Zarajec
Weitere Orte der Gemeinde sind Janówek und Stojeszyn-Kolonia.